# Выстрел (морской термин)
Вы́стрел (мн. ч. вы́стрелы) — рангоутное дерево (или металлическая балка), прикреплённая к борту парусника шарнирным соединением.
В «вываленном» (отведённом от борта) положении служит для постановки и крепления шлюпок и катеров во время якорной стоянки судна, а также для посадки людей в шлюпку.
К концам нескольких выстрелов, установленных перпендикулярно борту военного корабля (ещё в эпоху броненосцев), подвешивали подводные противоминные заграждения в виде сетей. Поэтому шлюпки не могли подойти к борту судна даже в тихую погоду и для высадки или посадки людей в шлюпки к выстрелам крепили штормтрапы за противоминными сетями и перед ними (для осмотра корабля).
В горизонтальном положении выстрел удерживают выстрел-топенантом, тросом, проходящим от нока выстрела к мачте. В перпендикулярном борту судна положении выстрел удерживают выстрел-брасом, тросом, идущим от нока выстрела к носу судна и бурундуком, тросом, протянутым от нока выстрела к корме судна. Вдоль выстрела на высоте одного метра от него между выстрел-топенантом и бортом судна натягивают трос (выстрел-леер), служащий для облегчения передвижения людей по выстрелу.
Для крепления шлюпок (катеров) под выстрелом с бака корабля подают растительный трос, продеваемый через коуш штормтрапа или шкентеля и крепят задвижным штыком за первую банку шлюпки (на кнехты катера). В наше время большинство кораблей выстрелов не имеют.
На ходу судна выстрел «заваливается» (убирают) к борту. Для вывода за борт и уборки используют выстрел-гордень.

Выстрел для удобства купающихся вооружается дополнительными штормтрапами и шкентелями с муссингами, на верхней палубе приготавливаются спасательные средства и концы для подачи на случай оказания помощи.— Сохранение здоровья военнослужащих, Ст. 529. Корабельный устав ВМФ ВС России, 2001